# 黒石市立上十川小学校
黒石市立上十川小学校（くろいししりつ かみとがわしょうがっこう）は青森県黒石市上十川にあった公立小学校。

## 概要
黒石市中心部からは2.5kmほど北東に行った所にある小学校。主な進学先は六郷中学校。全校児童は160人（2012年現在）。

## 沿革

### 六郷小分教場時
- 1908年（明治41年）
  - 6月 - 六郷尋常小学校（現:六郷小学校）上十川分教場が開設する[2]。
  - 9月 - 授業開始。
- 1933年（昭和8年）4月1日 - 六郷小学校上十川分校と改称。

### 独立後
- 1950年（昭和25年）4月1日 - 六郷小学校から独立。六郷第二小学校として開校する[2]。
- 1953年（昭和28年）2月15日 - 校歌制定。
- 1954年（昭和29年）7月1日 - 町村合併により、六郷村立六郷第二小学校から黒石市立六郷第二小学校となる。
- 1956年（昭和31年）4月1日 - 上十川小学校と改称。
- 1962年（昭和37年）11月 - 校章制定、校旗樹立。
- 1979年（昭和54年） - 新校舎建築[3]。
- 2018年（平成30年）3月31日 - 閉校し、黒石市立六郷小学校へ統合[4]。

#### この節の参考資料
- 『青森県教育史 別巻』（青森県教育委員会・ 1973年12月20日発行）「学校沿革 小学校」727頁「上十川小学校」（昭和時代までの一部記載分と「新校舎建築」の記載を除く）

## 学区
上十川（以下を除く：字「北原1番、北原2番、北原3番47以降、北原六番56-21、村元1番（1〜30-4、59）、山元（5・7、67-49）、長谷沢1番囲」）、竹田町、あけぼの町、青山（1〜111）、松原（1-1、1-2、2〜6、7-1〜3、8-11、16-2、17-1・2・18・19-1・2・20〜36、37-1、38-1・2、40〜48、49-2・50-1・2、52、53）、東野添（字長坂道北を除く）、赤坂字池田2-2。

## 周辺
- 青森県道146号浪岡北中野黒石線[5]

## 交通
- 弘南バス一般路線バス・ぷらっと号で、「上十川小学校前」バス停下車。
- 弘南鉄道黒石駅から
  - 徒歩約2.7km、約41分（最短ルート移動した場合）。
  - 上述のバスで、「上十川小学校前」バス停下車。